# Программа Гильберта
Программа Гильберта — программа математических исследований, предложенная Давидом Гильбертом в начале XX века. Гильберт предположил, что согласованность более сложных систем, таких как теория функций вещественной переменной, может быть доказана в терминах более простых систем. В конечном счете, согласно его предположению, непротиворечивость всей математики может быть сведена к простой арифметике.
Основной целью программы Гильберта было обеспечить надёжные основы для всей математики, обладающие следующими свойствами:
- всеобъемлющесть: все математические утверждения должны быть написаны на точном формальном языке и управляться в соответствии с чётко определёнными правилами;
- полнота: доказательство того, что все истинные математические утверждения могут быть формально доказаны;
- непротиворечивость: доказательство того, что в формализме математики не может быть получено никакого противоречия, притом такое доказательство должно предпочтительно использовать только «конечные» рассуждения о конечных математических объектах;
- консервативность: доказательство того, что любой результат о «реальных объектах», полученный с использованием рассуждений об «идеальных объектах» (таких, как, например, несчётные множества), может быть доказан и без их использования;
- алгоритмическая разрешимость: существует алгоритм для определения истинности или ложности любого математического утверждения.

Теорема Гёделя о неполноте показала, что программа нереализуема для большинства областей математики: любая теория, содержащая арифметику, если непротиворечива, то неполна, притом формула, утверждающая её непротиворечивость, невыводима.